# 2006 QU180
2006 QU180, também escrito como 2006 QU180, é um objeto transnetuniano (TNO) que está localizado no cinturão de Kuiper, uma região do Sistema Solar. Ele é classificado como um cubewano. O mesmo possui uma magnitude absoluta de 6,0 e tem um diâmetro com cerca de 278 km. O astrônomo Mike Brown lista este corpo celeste em sua página na internet como um candidato a possível planeta anão.

## Descoberta
2006 QU180 foi descoberto no dia 21 de agosto de 2006.

## Órbita
A órbita de 2006 QU180 tem uma excentricidade de 0,005 e possui um semieixo maior de 43,254 UA. O seu periélio leva o mesmo a uma distância de 43,019 UA em relação ao Sol e seu afélio a 43,489 UA.